# Escudo de Andalucía
El escudo de Andalucía es uno de los símbolos oficiales de esta comunidad autónoma española, que consiste en una insignia o emblema basado en el escudo de la ciudad de Cádiz. Muestra la figura de un Hércules joven sujetando y domando a dos leones, entre las dos columnas de Hércules que la tradición sitúa en el estrecho de Gibraltar, con una inscripción a los pies de una leyenda que dice: «Andalucía por sí, para España y la humanidad», sobre el fondo de una bandera andaluza. Cierra las dos columnas un arco de medio punto con las palabras latinas «Dominator Hercules Fundator», también sobre el fondo de la bandera andaluza. 

## Normativa
Según el artículo 6.2 del Estatuto de Autonomía de Andalucía:

Andalucía tiene himno y escudo propios, que serán aprobados definitivamente por Ley del Parlamento Andaluz, teniendo en cuenta los acuerdos dictados sobre tales extremos por la Asamblea de Ronda de 1918. Véase el texto completo en Estatuto de Autonomía de Andalucía de 1981

Según el artículo primero de la Ley 3/1982 de 21 de diciembre sobre el himno y el escudo de Andalucía:

«Andalucía tiene escudo propio, que se escribe teniendo en cuenta los acuerdos de la Asamblea de Ronda de 1918, como el compuesto por la figura de un Hércules prominente entre dos columnas, expresión de la fuerza eternamente joven del espíritu, sujetando y domando a dos leones que representan la fuerza de los instintos animales, con una inscripción a los pies de una leyenda que dice: “Andalucía por sí, para España y la Humanidad”, sobre el fondo de una bandera andaluza. Cierra las dos columnas un arco de medio punto con las palabras latinas “Dominator Hercules Fundator” también sobre el fondo de la bandera andaluza».

Simplificación usada como símbolo institucional de la Junta de Andalucía desde el 22 de diciembre de 2020.

Según el artículo 3.2 del Estatuto de Autonomía de Andalucía del año 2007: 

Andalucía tiene escudo propio, aprobado por ley de su Parlamento, en el que figura la leyenda «Andalucía por sí, para España y la Humanidad», teniendo en cuenta el acuerdo adoptado por la Asamblea de Ronda de 1918.. Véase el texto completo en Estatuto de Autonomía de Andalucía de 2007

El creador del escudo de Andalucía fue Blas Infante, quien tomó muchos de sus elementos del escudo de la ciudad de Cádiz. En la fachada de su casa en Coria del Río (Sevilla), la Casa de la Alegría, puede contemplarse unos azulejos con el modelo original del escudo andaluz, que permaneció allí durante la guerra civil y el franquismo.

## Escudo heráldico
Existe un escudo de armas representativo de Andalucía y que es descrito así: 

En campo de azur, dos columnas de oro rodeadas de una cinta de gules con la leyenda «non plus» en la diestra y «ultra» en la siniestra en letras de oro resaltadas de dos leones en su color, echados, aculados y resaltados a su vez de un Hércules de pie, al natural, vestido de piel de león y asiendo con sus manos las guedejas de los leones. Saliendo de columna a columna en arco la leyenda «Dominator Hercules Fundator» en letras de oro.

Simplificación usada como escudo logotipado de la Junta de Andalucía del 13 de junio de 1985 al 21 de diciembre de 2020, creada por Alberto Corazón.

Tras la aprobación del Estatuto de Autonomía se designó como símbolo territorial el logotipo oficial, y que figura también en la bandera de Andalucía.

## Distintivo de la Presidencia y de las ex Presidencias de la Junta de Andalucía

Distintivo de la Presidencia y de las ex Presidencias de la Junta de Andalucía, aprobado en 2020.

En 2020, el presidente de la Junta de Andalucía comenzó a utilizar una versión del escudo con corona y hojas de laurel. Tras la polémica suscitada por su posible incompatibilidad con el Estatuto de Autonomía, la Ley 6/2006, del Gobierno, y la Ley 3/1982, se delimitó su uso como distintivo de la Presidencia de la Junta de Andalucía y de las ex Presidencias con la aprobación definitiva del Manual de diseño gráfico de la Junta de Andalucía el 21 de diciembre de 2020.

## Heterodoxia heráldica

Escudo heráldico de Andalucía.

Blas Infante no califica al “escudo” de Andalucía como tal dentro de la ortodoxia heráldica, sino como «insignia», sinónimo de señal o de elemento logotípico. Sin ser desacertada la simbología escogida por dicho ideólogo andalucista para representar a esta comunidad, a pesar de la existencia de las armas gaditanas y sus indeseadas similitudes y, por tanto, de su incapacidad como símbolo ex novo, la Asamblea de Ronda de 1918 y las Juntas Liberalistas de 1933, que lo adoptaron, no renunciaron a la definición de Infante. La comunidad autónoma de Andalucía es, por tanto, la única de España que no posee armas propias en sentido estricto, sino la representación de ideas, mediante muebles y lemas, que han de ser clasificadas entre las señales protoheráldicas.